# Burgstall Troßberg

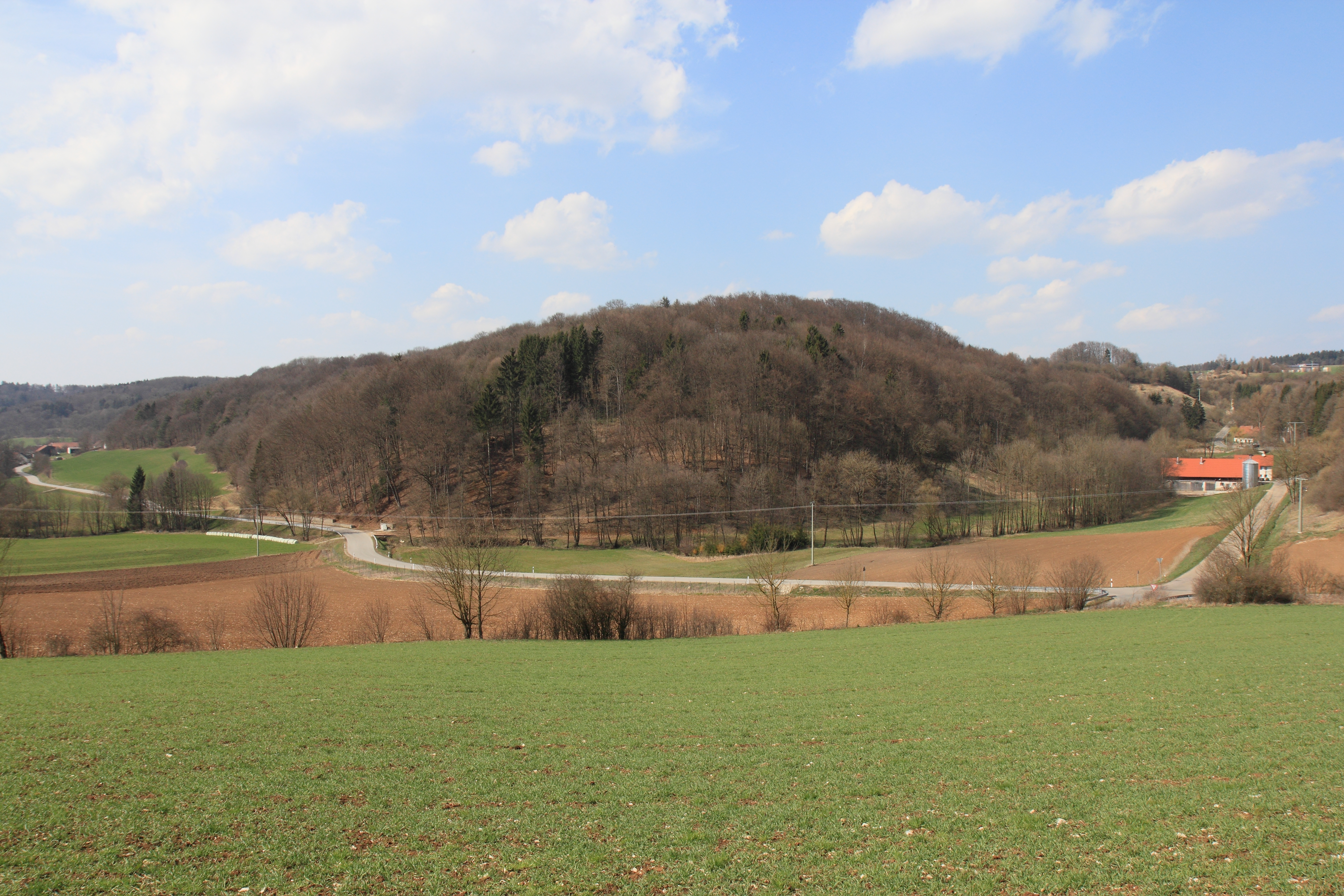
Ansicht des Burgberges aus südöstlicher Richtung. Am linken Bildrand die Ortschaft Danlohe, rechts im Bild die Langenmühle

Der Burgstall Troßberg ist der Rest einer hoch- bis spätmittelalterlichen Adelsburg, die sich einst auf einem Bergsporn etwa 55 Meter über dem Talgrund der Pilsach erhob. Der Burgstall der Spornburg befindet sich nördlich des Dorfes Tartsberg, unmittelbar westlich über der Langenmühle in der Gemeinde Pilsach im oberpfälzischen Landkreis Neumarkt in der Oberpfalz in Bayern, Deutschland. Von der ehemaligen Amtsburg hat sich nur der beeindruckende Halsgraben und wenige Grundmauerreste erhalten. Das vom Bayerischen Landesamt für Denkmalpflege als „Mittelalterlicher Burgstall "Troßberg"“ erfasste Bodendenkmal trägt die Denkmalnummer D-3-6635-0007.

## Geographische Lage

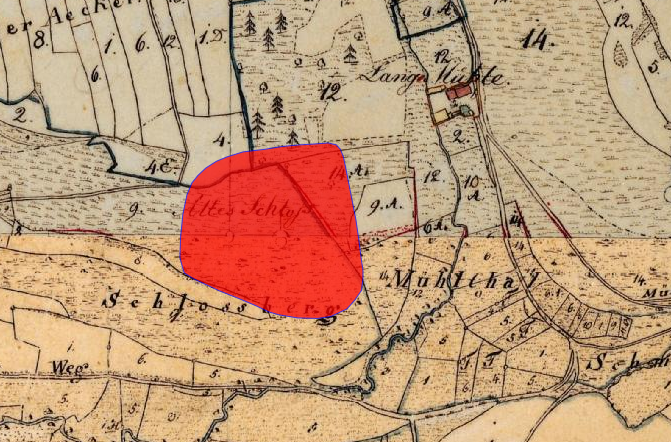
Lageplan des Burgstalls Troßberg auf dem Urkataster von Bayern

Die Stelle der ehemaligen Burg befindet sich auf einem vom Oberlauf der Pilsach umflossenen Bergeck des Schweinberges in der mittleren Fränkischen Alb, einem Mittelgebirge in der westlichen Oberpfalz und in Franken. Dieses Bergeck bildet einen felsigen und steil zu Tal abfallenden Sporn, der sich in südöstlicher Richtung in das Tal der Pilsach vorschiebt, und an der Nordwestseite in eine Hochfläche übergeht. So war die Anlage von Natur aus an drei Seiten gut geschützt, nur die Nordwestseite musste durch einen, wohl größtenteils natürlich entstandenen, Graben gesichert werden.
Der Burgstall liegt etwa 800 Meter südlich der Ortskapelle Herz Jesu in Eispertshofen, oder etwa 200 Meter westsüdwestlich der Langenmühle im Tal der Pilsach.
In der Nähe befinden sich noch einige weitere ehemalige mittelalterliche Burgen, nur wenige Kilometer südwestlich liegt das Schloss Pilsach und etwas weiter ein Burgstall auf dem 588 Meter hohen Ottenberg, bei dem es sich um die ältere Burg Pilsach handelte. Eine weitere Burg in dieser Richtung ist die 5,5 Kilometer entfernte Burgruine Wolfstein, von der noch einige Reste erhalten sind. Südlich befindet sich der abgegangene Sitz der Frickenhofer, der Burgstall Frickenhofen, östlich liegt bei Hillohe auf dem 626,6 Meter hohen Dietrichstein ein weiterer Burgstall vermutlich der Burg Thieren- oder Thierstein, heute auch als Schweppermannsburg bezeichnet. Nördlich, bei Unterried lag der Adelssitz Freyenried von dem nur noch wenige Mauerwerksreste sichtbar sind, und 6,4 Kilometer nordwestlich kann die Burgruine Haimburg über dem gleichnamigen Ort besichtigt werden.

## Geschichte
Während des Hochmittelalters war die Burg Troßberg der Sitz der Vögte, die das Amt Litzlohe, das später im Pflegamt Pfaffenhofen aufging, regierten. Dieses Amt bestand aus Grundbesitz des Regensburger Klosters Sankt Emmeram.
Die früheren Amtsvögte waren die Grafen von Kastl, ihnen folgten das Adelsgeschlecht der Wolfsteiner. Anschließend ging die Vogtei Litzlohe Ende des 13. Jahrhunderts an die Herzöge von Bayern über. Sie setzten ihre Ministeriale als Vögte auf der Burg ein.
Im Jahr 1293 ist ein Konrad Senfft auf der Burg nachgewiesen. Sie saßen ab etwa 1322 auf dem Wasserschloss Pilsach. Bereits ein Jahr später, 1294, sitzt „Rudigerus dictus Furhenriet“ (Fürnried in der Gemeinde Birgland) auf der Burg. Dieser Amtsvogt zeugte für Seyfried Schweppermann.
Der letzte sichere Inhaber der Burg ist 1377 Heinrich der Zenger, diese bayerisch-herzögliche Ministerialenfamilie saß auch auf den Burgen Velburg und Lutzmannstein (Heute ein Burgstall im Truppenübungsplatz Hohenfels). Später ist möglicherweise noch ein weiterer Amtsvogt nachweisbar, nämlich 1487 ein Albrecht „Ratz von Freyenried“ (Unterried), sie waren eine Seitenlinie der Ratz von Eismannsberg.

## Heutiger Zustand
Heute ist der Bereich der ehemaligen Burg dicht von Hochwald bewachsen, erhalten hat sich von ihr nur noch der Halsgraben, ein Hanggraben mit Außenwall und einige Bebauungsspuren auf dem Burgplateau. Der frei zugängliche Burgstall liegt am „Felsen- und Kreuzwanderweg“ zwischen Danlohe und der Scheemühle.

## Beschreibung
Der Bergsporn auf dem der Burgstall liegt, fällt an drei Seiten steil zu Tal ab (Bild 1), und geht auf der Nordwestseite in eine Hochebene über, die auf derselben Höhe wie der Burgplatz liegt. Gesichert wird diese Seite durch einen mächtigen Halsgraben (Bild 2 und 3), der nach außen leicht gebogen ist und vom östlichen bis zum südlichen Berghang verläuft. Ein Außenwall ist auf der Hochfläche nicht mehr sichtbar, doch ist der Halsgraben am südlichen Steilabfall noch mehrere Meter als Hanggraben weitergeführt, dem ein Außenwall vorgelegt wurde (Bild 4).
An der Ostseite der Burgstelle ist eine Geländestufe am Abhang sichtbar (Bild 5), die vielleicht als Zwinger diente, möglicherweise befand sich hier der Zugang zur Burg.
Der Burgplatz selbst befindet sich auf einem dreiecksförmigen Felsplateau, das eine kegelstumpfartige Form aufweist. Zum Halsgraben hin fällt das Plateau nahezu senkrecht ab, die restlichen Seiten werden von steilabfallenden, teilweise mit Felsen durchsetzten, Hängen gebildet. Das Plateau ist auf seiner Oberfläche völlig eben, Spuren von Bebauung sind zahlreich als kleinere und größere Mulden, sowie als Hügel erkenntlich (Bild 6).
So ist eine etwas größere Grube im Westteil der Fläche sicherlich der Kellerrest eines größeren Gebäudes, eine kleine, trichterförmige Vertiefung könnte möglicherweise die Steller einer Zisterne markieren (Bild 7).
Ein weiteres Gebäude stand an der Südspitze der Anlage (Bild 8), hier haben sich noch einige wenige Grundmauerreste erhalten, die vermutlich zu einem turmförmigen Gebäude gehörten. Von ihm ist noch ein größerer Quaderstein sichtbar (Bild 9).

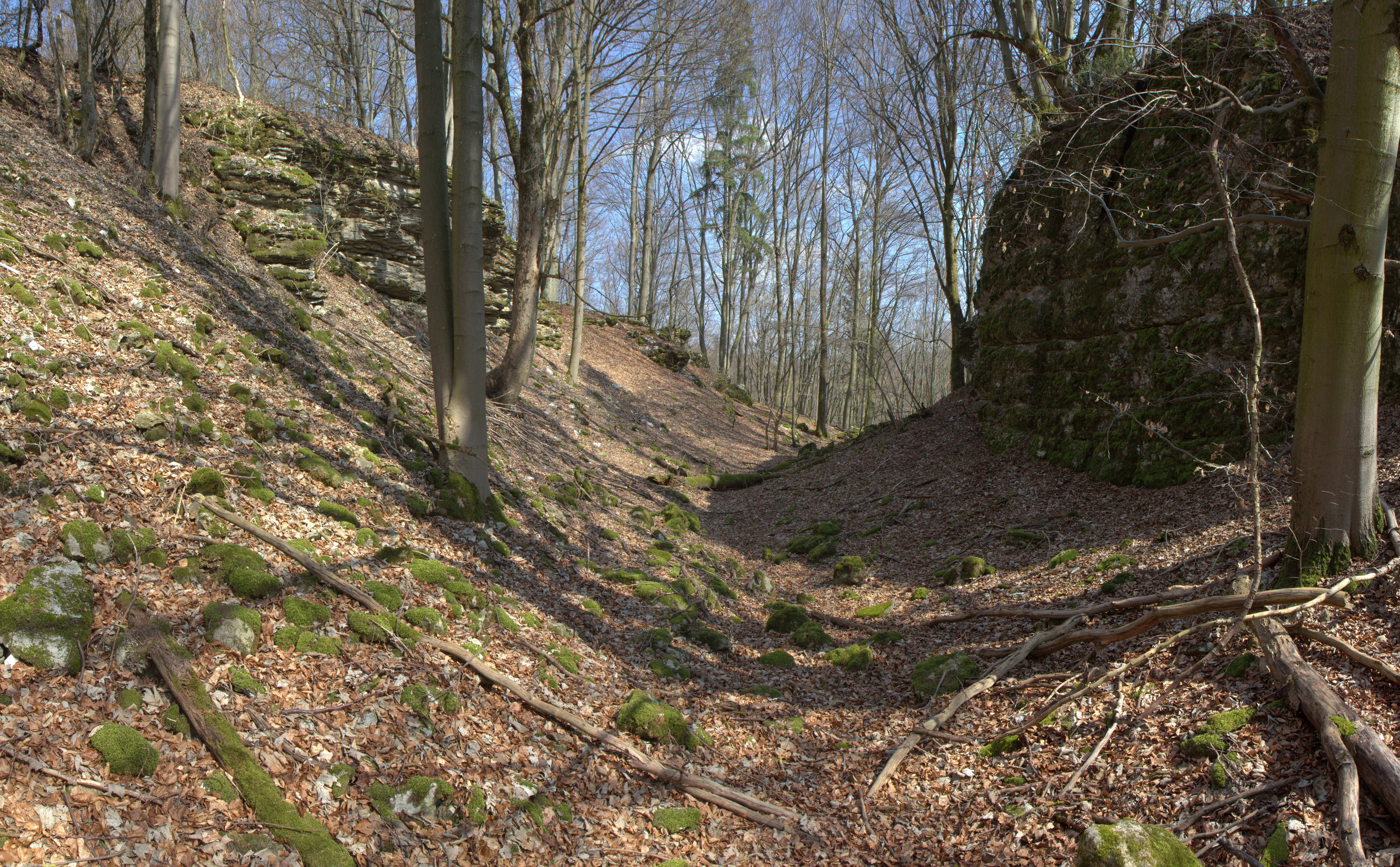
Blick in den Halsgraben, rechts die Burgfläche
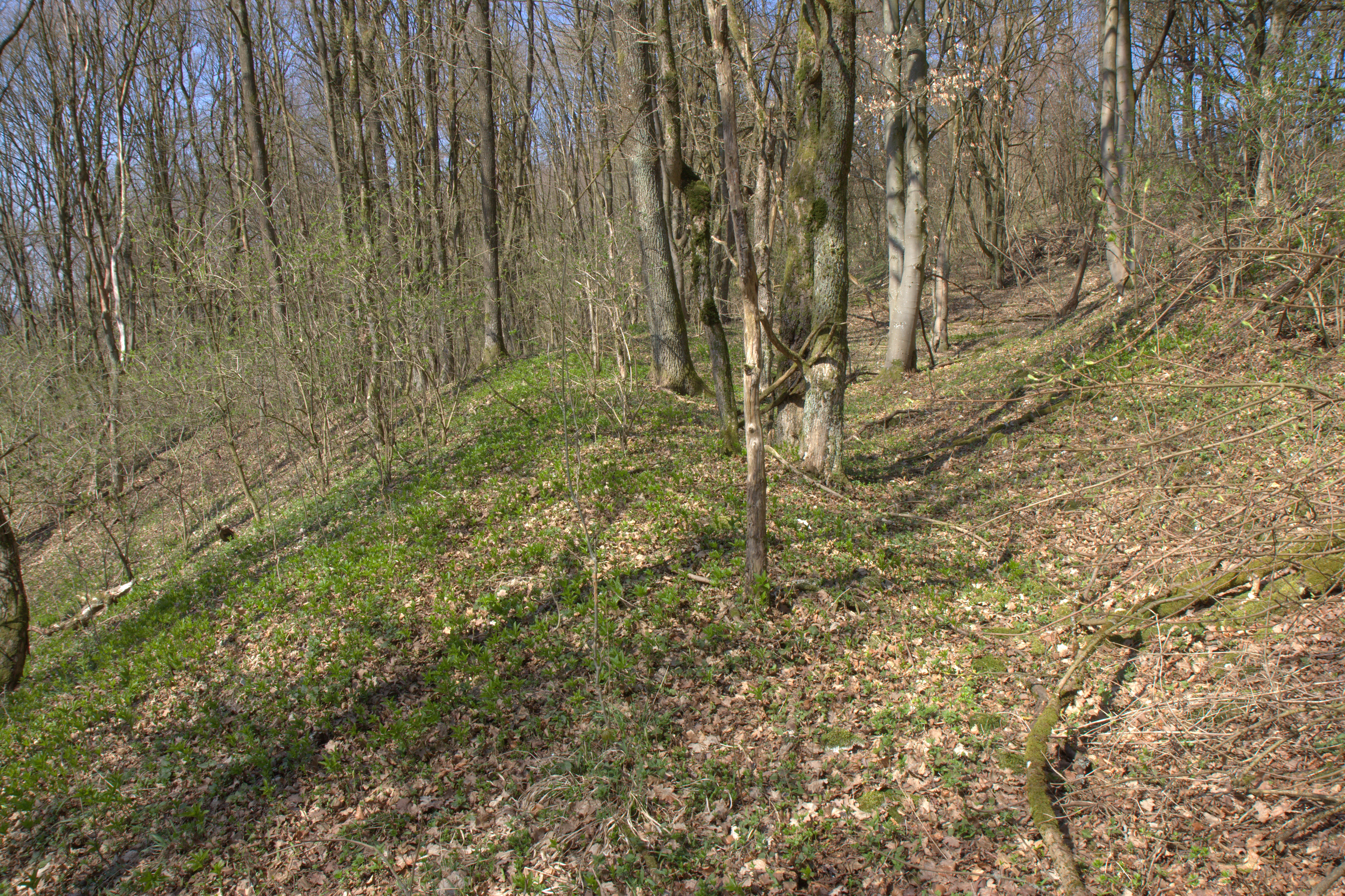
Hanggraben mit Außenwall an der Südseite der Burgstelle
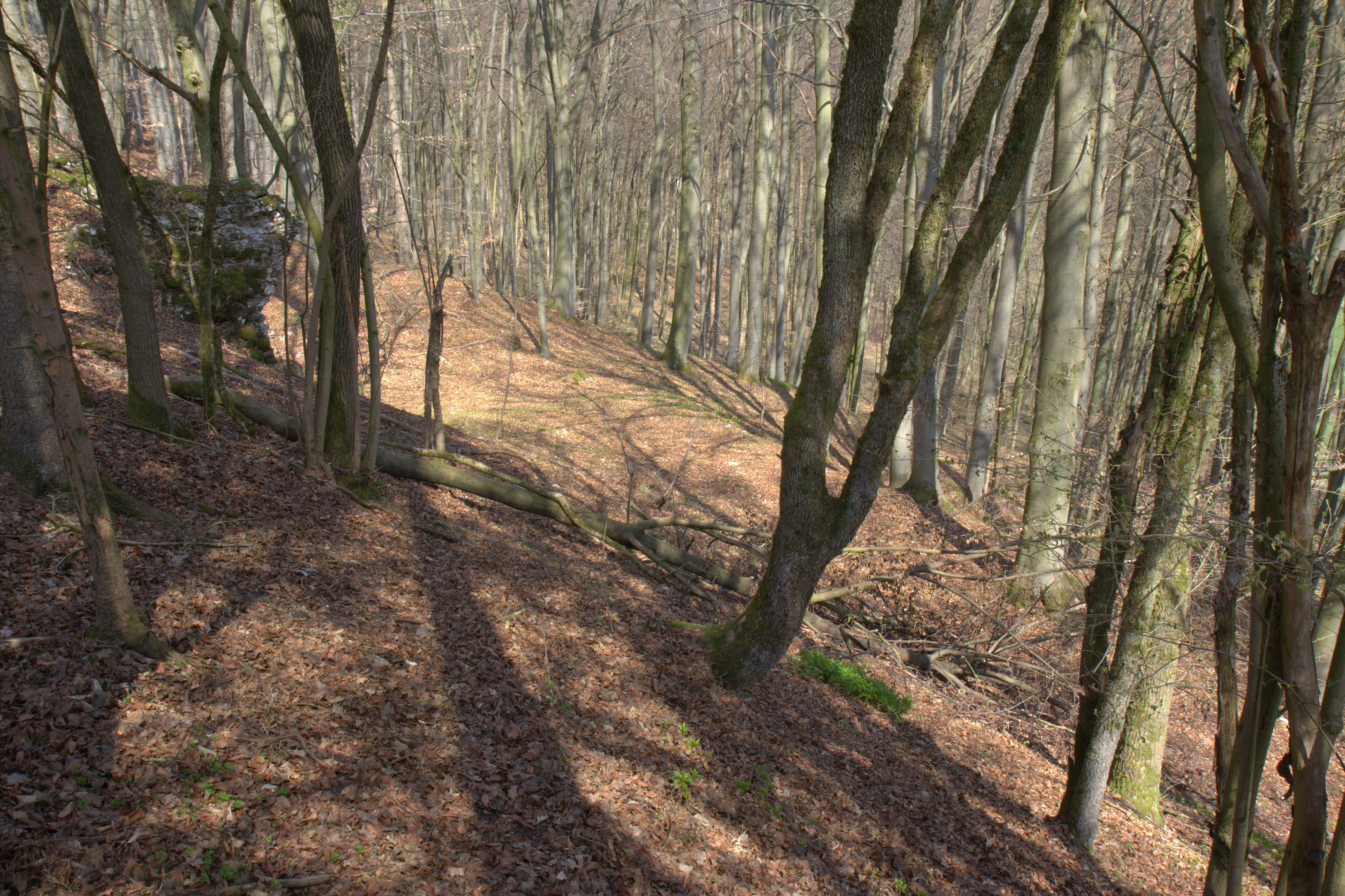
Rampenartige Geländestufe an der Ostseite
Oberfläche des Burgstalls
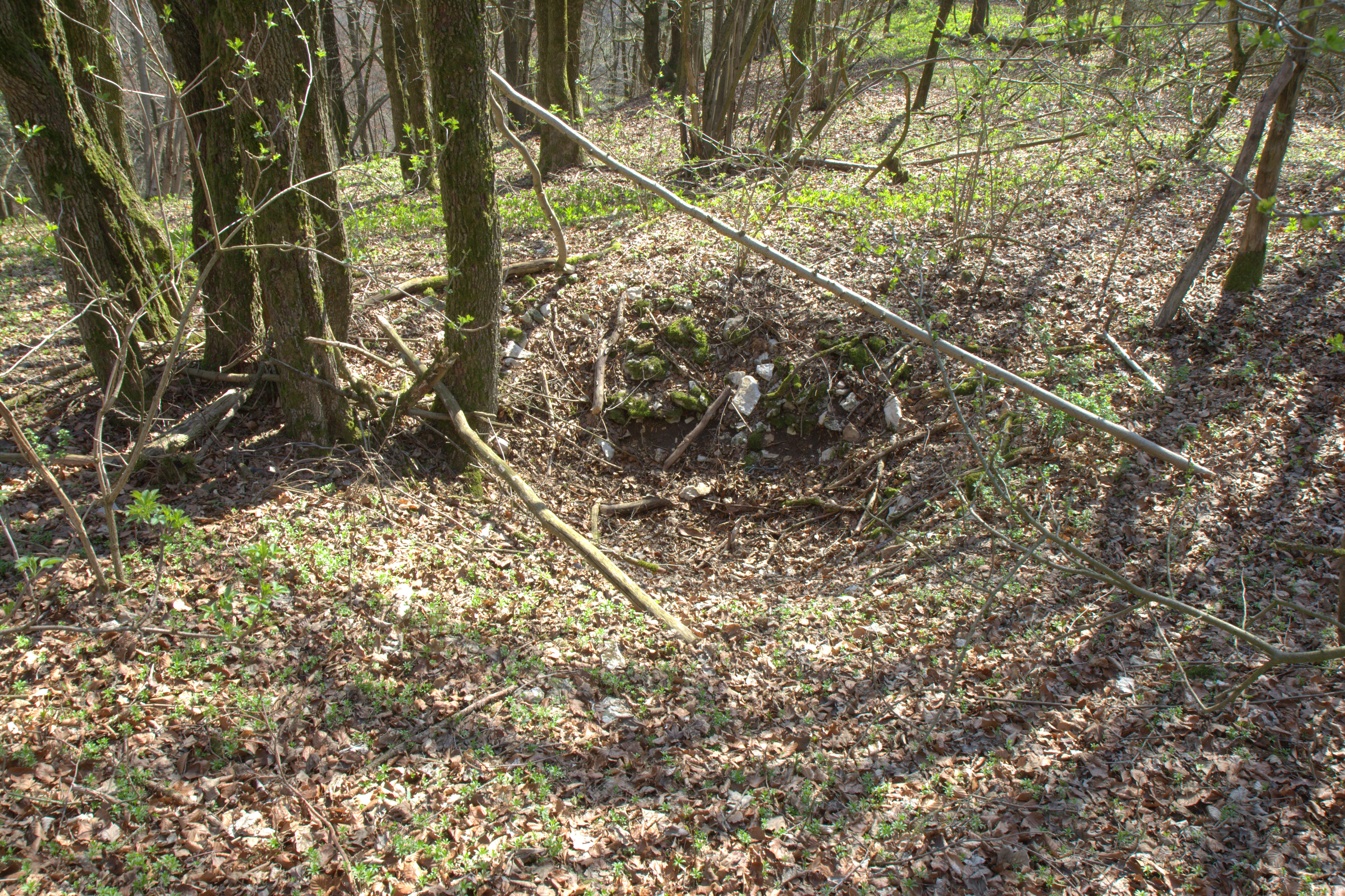
Mögliche Stelle einer Zisterne
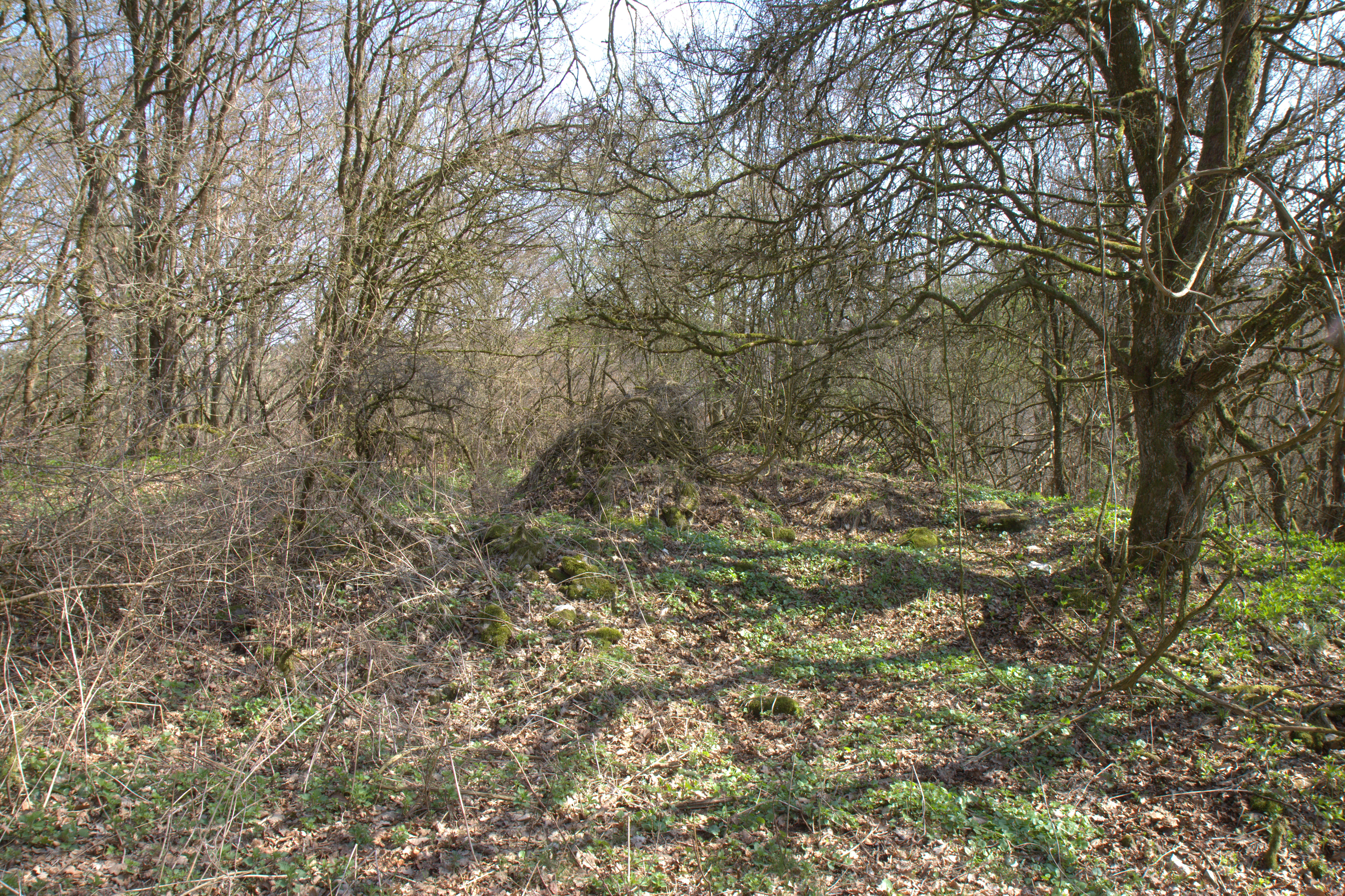
Stelle eines Gebäudes an der Südspitze der Anlage
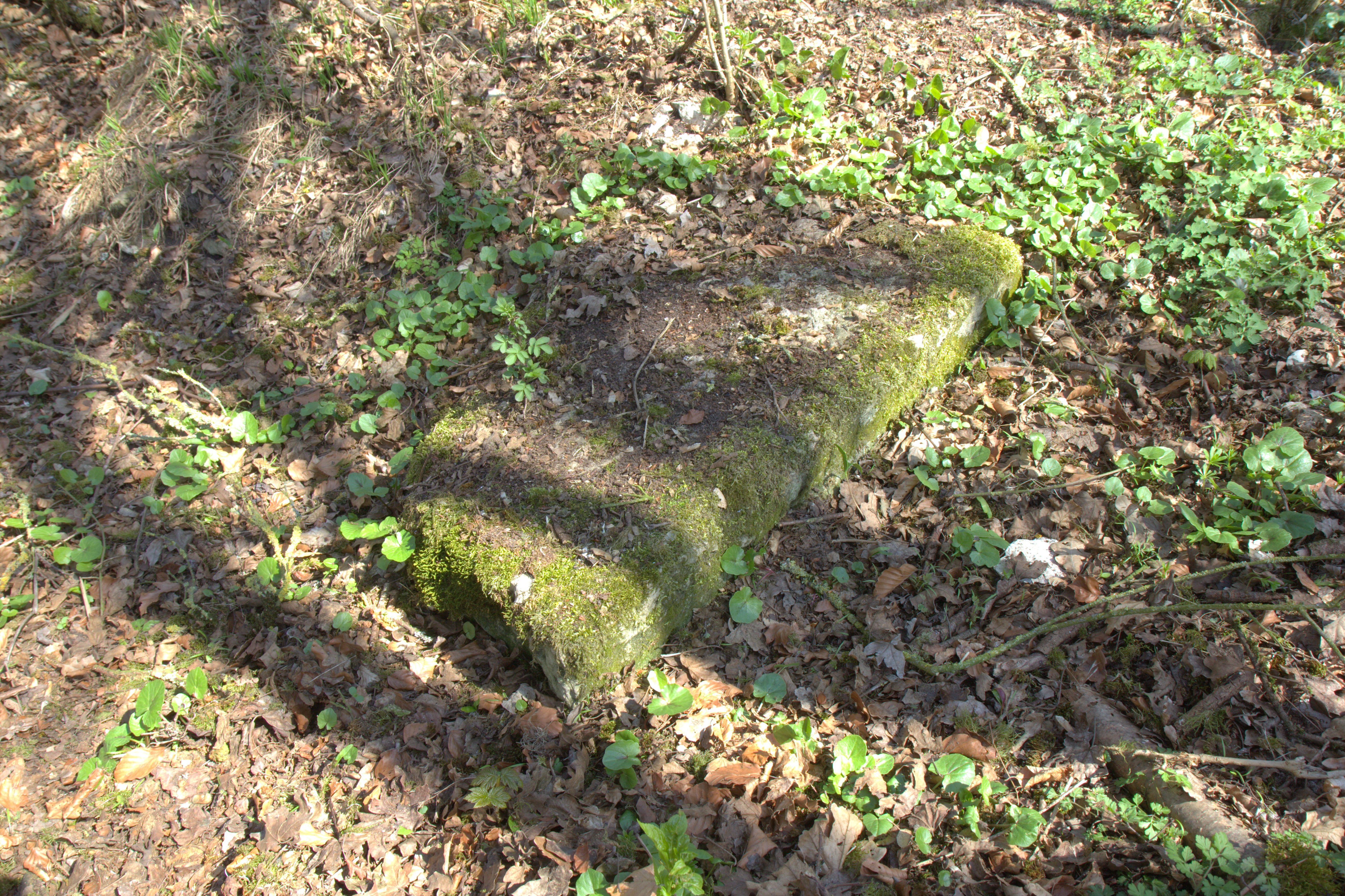
Mauerquader eines Gebäudes